# Ipumirim
Ipumirim est une ville brésilienne de l'ouest de l'État de Santa Catarina.

## Généralités
La municipalité célèbre l'anniversaire de sa création tous les ans, le 7 avril. Ses principales activités sont l'agriculture, l'élevage et l'industrie du bois. La ville se situe à  525 km de la capitale de l'État, Florianópolis. La ville replante plus de 400 000 arbres par an pour la reforestation de son territoire.

## Géographie
Ipumirim se situe par une latitude de 27° 04' 37" sud et par une longitude de 52° 08' 09" ouest, à une altitude de 550 mètres. Sa population était de 7 220 habitants au recensement de 2010. La municipalité s'étend sur 247 km2.
Elle fait partie de la microrégion de Concórdia, dans la mésorégion ouest de Santa Catarina.

## Histoire
Colonisée par des italiens au début du XXe siècle, Ipumirim devient une municipalité indépendante en 1963, par démembrement de Concórdia.

## Tourisme
Située dans la région de la haute vallée de l'Uruguay, Ipumirim se caractérise par une grande quantité de petites exploitations agricoles, près de 1 500. La plupart sont ouvertes au tourisme rural.

## Villes voisines
Ipumirim est voisine des municipalités (municípios) suivantes :
- Faxinal dos Guedes
- Vargeão
- Ponte Serrada
- Lindoia do Sul
- Concórdia
- Arabutã
- Seara
- Xavantina